# Koronacja na króla Polski

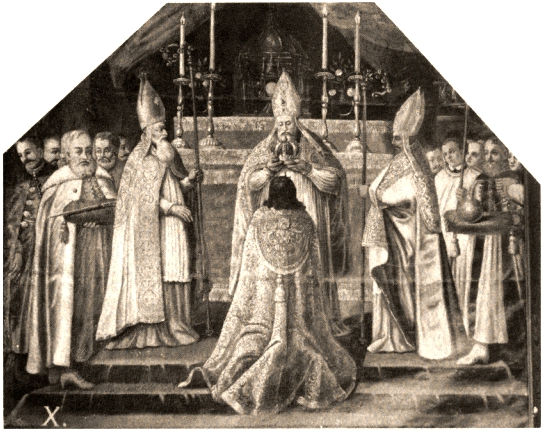
Koronacja Jana II Kazimierza

Koronacja na króla Polski – koronacja, podczas której dochodziło do nałożenia polskiej korony koronacyjnej (korony Chrobrego) na głowę nowego króla Polski. Koronacji króla towarzyszyła co do zasady koronacja królowej.

## Miejsce koronacji
Pierwsi królowie Polski, począwszy od Bolesława Chrobrego w roku 1025, koronowali się w katedrze w Gnieźnie. Podobnie było po wznowieniu godności królewskiej przez Przemysła II w 1295 roku. Od koronacji Władysława Łokietka w 1320 roku obrzęd miał miejsce w katedrze wawelskiej w Krakowie, stolicy Królestwa. Mimo że w kolegiacie św. Jana w Warszawie odbyły się dwie koronacje: Stanisława Leszczyńskiego w 1705 roku i Stanisława Augusta Poniatowskiego w 1764 roku, to Kraków aż do czasów rozbiorów nigdy nie utracił formalnego prawa bycia miejscem koronacji polskich władców.

## Przebieg koronacji
Polski ceremoniał koronacyjny przewidywał czterodniowe uroczystości. Piątek i sobota były dniami czynności poprzedzających obrzęd koronacji. Dniem, w którym koronowano króla była niedziela. W poniedziałek nowy król ukazywał się mieszkańcom miasta koronacyjnego i odbierał hołd. Koronacja była obrzędem religijnym.

### Piątek
W piątek odprawiano ponowny, uroczysty pogrzeb poprzedniego władcy. Nowy król oddawał hołd poprzednikowi i symbolicznie zajmował jego miejsce.

### Sobota
Król-elekt przygotowywał się do koronacji poprzez post, spowiedź i pieszą pielgrzymkę. W Krakowie jej trasa wiodła z Wawelu do kościoła św. Michała Archanioła i św. Stanisława Biskupa – sanktuarium męczeństwa św. Stanisława. W Warszawie z kolegiaty św. Jana do kościoła Świętego Krzyża. Król-elekt przebywał tę drogę w otoczeniu dostojników duchownych i świeckich, a pochodowi towarzyszył tłum poddanych. W sobotę król-elekt rozdawał również jałmużny.

### Niedziela

#### Przed koronacją
Rankiem prymas symbolicznie budził nowego władcę w jego sypialni. Następnie monarchę ubierano w szaty koronacyjne podobne do biskupich i w orszaku udawał on się do katedry.
Trasa przemarszu wysłana była kobiercowym chodnikiem zwanym mostem. Na czele orszaku szedł marszałek wielki z opuszczoną w dół laską, co symbolizowało, że monarcha nie objął jeszcze godności królewskiej. Za nim szli dostojnicy państwowi według hierarchii niosąc insygnia koronacyjne – koronę na srebrnej tacy kasztelan krakowski, berło i jabłko – dwaj wojewodowie, Szczerbiec – miecznik krakowski, zwiniętą chorągiew Królestwa – chorąży wielki koronny (zwinięcie chorągwi symbolizowało brak pełni władzy króla przed koronacją).
Po wejściu do katedry król-elekt zasiadał na środku kościoła naprzeciwko prymasa, a dostojnicy składali insygnia koronacyjne na ołtarzu. Następnie jeden z biskupów wygłaszał kazanie w języku polskim.

#### Koronacja
Obrzędy koronacji rozpoczynała przysięga składana przez króla w pozycji klęczącej. Prymas w języku łacińskim pytał się go czy zamierza służyć wierze, otaczać opieką Kościół, rządzić sprawiedliwie i bronić Królestwa. Następnie prymas pytał się obecnych na uroczystości czy chcą służyć królowi. Odpowiadano przez aklamację w języku polskim radzi, radzi, radzi.
Następnie prymas w otoczeniu dwóch biskupów dokonywał pomazania klęczącego przed ołtarzem króla, namaszczając świętymi olejami jego głowę, piersi, plecy i ramiona. Następnie podawał mu miecz, którym król ciął trzykrotnie powietrze czyniąc znak krzyża.
Następnie prymas w otoczeniu dwóch biskupów nakładał na głowę króla koronę oraz wręczał mu berło i jabłko.
Po koronacji odprawiana była msza święta, podczas której król składał ofiarę z chleba i wina oraz całował podany mu przez arcybiskupa relikwiarz Krzyża Świętego.
Po zakończeniu mszy świętej prymas prowadził króla do tronu, wypowiadając słowa stań i dzierż odtąd to miejsce. Następnie przekazywał mu pocałunku pokoju i intonował hymn dziękczynny Te Deum laudamus. Po odśpiewaniu Te Deum król dokonywał pasowania na rycerzy i jeśli był żonaty według odrębnego ceremoniału koronowano królową.

#### Po koronacji
Po wyjściu z katedry formowano taki sam orszak w jakim król udawał się do niej z tą różnicą, że marszałek wielki niósł laskę podniesioną do góry, a chorąży wielki rozwiniętą chorągiew Królestwa. Podskarbi rozrzucał wśród tłumów poddanych złote i srebrne monety wybite z okazji koronacji.
Następnie król wydawał na zamku ucztę dla dostojników i gości. Król ucztował pod baldachimem przy osobnym stole, a goście przy stołach rozstawionych w sali głównej i sąsiednich komnatach.

### Poniedziałek
W poniedziałek król jechał konno na rynek główny miasta. Towarzyszyli mu możni i goście. Na podwyższeniu ukazywał się poddanym w płaszczu i koronie oraz przyjmował hołd od władz miasta i mieszczan. Nadawał również odznaczenia.

### Inne
Od czasu wstąpienia na tron króla Stefana Batorego koronację poprzedzał sejm koronacyjny, zwoływany w miejscu koronacji.
Uroczystościom towarzyszyły zabawy zarówno gości jak i mieszkańców miasta. Urządzano festyny, turnieje rycerskie czy pokazy sztucznych ogni.

## Lista koronacji królów i królowych polskich
| Lp. | Imię                         | Portret | Data koronacji         | Miejsce koronacji                           | Osoba koronująca                                                     | Informacje dodatkowe |
| --- | ---------------------------- | ------- | ---------------------- | ------------------------------------------- | -------------------------------------------------------------------- | --- |
| 1.  | Bolesław I Chrobry           |         | 18 kwietnia 1025       | Gniezno – katedra metropolitarna            | arcybiskup gnieźnieński Hipolit                                      | |
| 1.  | Oda Miśnieńska               |         | 18 kwietnia 1025       | Gniezno – katedra metropolitarna            | arcybiskup gnieźnieński Hipolit                                      | Brak pewności co do koronacji Ody na królową                                                                                         |
| 2.  | Mieszko II Lambert           |         | 25 grudnia 1025        | Gniezno – katedra metropolitarna            | arcybiskup gnieźnieński Hipolit                                      | Źródła niemieckie podają, że Mieszko II Lambert zrzekł się korony w 1032 roku. W polskich źródłach do śmierci był tytułowany królem. |
| 2.  | Rycheza Lotaryńska           |         | 25 grudnia 1025        | Gniezno – katedra metropolitarna            | arcybiskup gnieźnieński Hipolit                                      | Źródła niemieckie podają, że Mieszko II Lambert zrzekł się korony w 1032 roku. W polskich źródłach do śmierci był tytułowany królem. |
| 3.  | Bolesław II Szczodry         |         | 25 grudnia 1076        | Gniezno – katedra metropolitarna            | arcybiskup gnieźnieński Bogumił                                      | |
| 3.  | Wyszesława Światosławówna    |         | 25 grudnia 1076        | Gniezno – katedra metropolitarna            | arcybiskup gnieźnieński Bogumił                                      | Koronacja Wyszesławy niepewna |
| 4.  | Przemysł II                  |         | 26 czerwca 1295        | Gniezno – katedra metropolitarna            | arcybiskup gnieźnieński Jakub Świnka                                 | |
| 4.  | Małgorzata Brandenburska     |         | 26 czerwca 1295        | Gniezno – katedra metropolitarna            | arcybiskup gnieźnieński Jakub Świnka                                 | |
| 5.  | Wacław II Czeski             |         | sierpień/wrzesień 1300 | Gniezno – katedra metropolitarna            | arcybiskup gnieźnieński Jakub Świnka                                 | |
| 6.  | Ryksa Elżbieta               |         | 26 maja 1303           | Praga – katedra na Hradczanach              | biskup wrocławski Henryk z Wierzbna                                  | żona Wacława II |
| 7.  | Władysław I Łokietek         |         | 20 stycznia 1320       | Kraków – katedra wawelska                   | arcybiskup gnieźnieński Janisław                                     | |
| 7.  | Jadwiga Bolesławówna         |         | 20 stycznia 1320       | Kraków – katedra wawelska                   | arcybiskup gnieźnieński Janisław                                     | |
| 8.  | Kazimierz III Wielki         |         | 25 kwietnia 1333       | Kraków – katedra wawelska                   | arcybiskup gnieźnieński Janisław                                     | |
| 8.  | Aldona Anna Giedyminówna     |         | 25 kwietnia 1333       | Kraków – katedra wawelska                   | arcybiskup gnieźnieński Janisław                                     | żona Kazimierza Wielkiego |
| 9.  | Adelajda Heska               |         | 29 września 1341       | Poznań – katedra                            | arcybiskup gnieźnieński Janisław                                     | żona Kazimierza Wielkiego |
| 10. | Jadwiga żagańska             |         |                        |                                             |                                                                      | żona Kazimierza Wielkiego, koronacja niepewna                                                                                        |
| 11. | Ludwik Węgierski             |         | 17 listopada 1370      | Kraków – katedra wawelska                   | arcybiskup gnieźnieński Jarosław z Bogorii i Skotnik                 | żona Ludwika Węgierskiego Elżbieta Bośniaczka nie została koronowana                                                                 |
| 12. | Jadwiga Andegaweńska         |         | 16 października 1384   | Kraków – katedra wawelska                   | arcybiskup gnieźnieński Bodzanta                                     | Koronowana na Króla Polski |
| 13. | Władysław II Jagiełło        |         | 4 marca 1386           | Kraków – katedra wawelska                   | arcybiskup gnieźnieński Bodzanta                                     | |
| 14. | Anna Cylejska                |         | 25 lutego 1403         | Kraków – katedra wawelska                   | arcybiskup gnieźnieński Mikołaj Kurowski                             | żona Władysława Jagiełły |
| 15. | Elżbieta Granowska           |         | 19 listopada 1417      | Kraków – katedra wawelska                   | arcybiskup lwowski Jan Rzeszowski                                    | żona Władysława Jagiełły |
| 16. | Zofia Holszańska             |         | 5 marca 1424           | Kraków – katedra wawelska                   | prymas Wojciech Jastrzębiec                                          | żona Władysława Jagiełły |
| 17. | Władysław III Warneńczyk     |         | 25 lipca 1434          | Kraków – katedra wawelska                   | prymas Wojciech Jastrzębiec                                          | |
| 18. | Kazimierz IV Jagiellończyk   |         | 25 czerwca 1447        | Kraków – katedra wawelska                   | arcybiskup gnieźnieński Wincenty Kot                                 | |
| 19. | Elżbieta Rakuszanka          |         | 10 lutego 1454         | Kraków – katedra wawelska                   | prymas Jan Sprowski                                                  | żona Kazimierza IV |
| 20. | Jan I Olbracht               |         | 23 września 1492       | Kraków – katedra wawelska                   | prymas Zbigniew Oleśnicki                                            | |
| 21. | Aleksander Jagiellończyk     |         | 12 grudnia 1501        | Kraków – katedra wawelska                   | prymas Fryderyk Jagiellończyk                                        | Żona Aleksandra Jagiellończyka Helena Moskiewska, nigdy nie została koronowana.                                                      |
| 22. | Zygmunt I Stary              |         | 24 stycznia 1507       | Kraków – katedra wawelska                   | prymas Andrzej Boryszewski                                           | |
| 23. | Barbara Zápolya              |         | 8 lutego 1512          | Kraków – katedra wawelska                   | prymas Jan Łaski                                                     | żona Zygmunta I |
| 24. | Bona Sforza                  |         | 18 kwietnia 1518       | Kraków – katedra wawelska                   | prymas Jan Łaski                                                     | żona Zygmunta I |
| 25. | Zygmunt II August            |         | 20 lutego 1530         | Kraków – katedra wawelska                   | prymas Jan Łaski                                                     | |
| 26. | Elżbieta Habsburżanka        |         | 6 maja 1543            | Kraków – katedra wawelska                   | prymas Piotr Gamrat                                                  | żona Zygmunta II |
| 27. | Barbara Radziwiłłówna        |         | 7 grudnia 1550         | Kraków – katedra wawelska                   | prymas Mikołaj Dzierzgowski                                          | żona Zygmunta II |
| 28. | Katarzyna Habsburżanka       |         | 30 lipca 1553          | Kraków – katedra wawelska                   | prymas Mikołaj Dzierzgowski                                          | żona Zygmunta II |
| 29. | Henryk Walezy                |         | 21 lutego 1574         | Kraków – katedra wawelska                   | prymas Jakub Uchański                                                | |
| 30. | Anna Jagiellonka             |         | 1 maja 1576            | Kraków – katedra wawelska                   | biskup kujawski Stanisław Karnkowski                                 | Król Polski |
| 30. | Stefan Batory                |         | 1 maja 1576            | Kraków – katedra wawelska                   | biskup kujawski Stanisław Karnkowski                                 | |
| 31. | Zygmunt III Waza             |         | 27 grudnia 1587        | Kraków – katedra wawelska                   | prymas Stanisław Karnkowski                                          | |
| 32. | Anna Habsburżanka            |         | 31 maja 1592           | Kraków – katedra wawelska                   | prymas Stanisław Karnkowski                                          | żona Zygmunta III Wazy |
| 33. | Konstancja Habsburżanka      |         | 11 grudnia 1605        | Kraków – katedra wawelska                   | biskup kujawski Piotr Tylicki                                        | żona Zygmunta III Wazy |
| 34. | Władysław IV Waza            |         | 6 lutego 1633          | Kraków – katedra wawelska                   | prymas Jan Wężyk                                                     | |
| 35. | Cecylia Renata Habsburżanka  |         | 12 września 1637       | Warszawa – kolegiata św. Jana               | prymas Jan Wężyk                                                     | żona Władysława IV Wazy |
| 36. | Ludwika Maria Gonzaga        |         | 15 lipca 1646          | Kraków – katedra wawelska                   | prymas Maciej Łubieński                                              | żona Władysława IV Wazy |
| 37. | Jan II Kazimierz             |         | 17 stycznia 1649       | Kraków – katedra wawelska                   | prymas Maciej Łubieński                                              | |
| 38. | Michał Korybut Wiśniowiecki  |         | 29 września 1669       | Kraków – katedra wawelska                   | prymas Mikołaj Prażmowski                                            | |
| 39. | Eleonora Habsburżanka        |         | 19 października 1670   | Warszawa – kolegiata św. Jana               | prymas Mikołaj Prażmowski                                            | żona Michała Korybuta Wiśniowieckiego                                                                                                |
| 40. | Jan III Sobieski             |         | 2 lutego 1676          | Kraków – katedra wawelska                   | prymas Andrzej Olszowski                                             | |
| 40. | Maria Kazimiera d’Arquien    |         | 2 lutego 1676          | Kraków – katedra wawelska                   | prymas Andrzej Olszowski                                             | |
| 41. | August II Mocny              |         | 15 września 1697       | Kraków – katedra wawelska                   | biskup kujawski Stanisław Kazimierz Dąmbski                          | Żona Augusta II Krystyna Eberhardyna Hohenzollernówna, nigdy nie została koronowana.                                                 |
| 42. | Stanisław Leszczyński        |         | 4 października 1705    | Warszawa – kolegiata św. Jana               | arcybiskup lwowski Konstanty Zieliński                               | |
| 42. | Katarzyna Opalińska          |         | 4 października 1705    | Warszawa – kolegiata św. Jana               | arcybiskup lwowski Konstanty Zieliński                               | |
| 43. | August III Sas               |         | 17 stycznia 1734       | Kraków – katedra wawelska                   | biskup krakowski Jan Aleksander Lipski                               | |
| 43. | Maria Józefa                 |         | 17 stycznia 1734       | Kraków – katedra wawelska                   | biskup krakowski Jan Aleksander Lipski                               | |
| 44. | Stanisław August Poniatowski |         | 25 listopada 1764      | Warszawa – kolegiata św. Jana               | prymas Władysław Łubieński                                           | |
| 45. | Mikołaj I Pawłowicz          |         | 24 maja 1829           | Warszawa – Zamek Królewski: Sala senatorska | koronował się sam, prymas Jan Paweł Woronicz podał mu jedynie koronę | Zdetronizowany w 1831 |

Rosyjscy cesarze po 1831 roku (zgodnie z tym, co stanowił Statut Organiczny dla Królestwa Polskiego z 1832 w art. 3) w trakcie uroczystości koronacyjnych odbywających się w Moskwie byli równocześnie ogłaszani królami Polski – w tytulaturze imperatorów Wszechrosji Car Polskij (Царь Польский).